# Новрузов, Новруз Наджаф оглы
Новруз Наджаф оглы Новрузов (азерб. Novruz Nəcəf oğlu Novruzov; известен также как Новруз Наджаф;  род. 2 мая 1954, Зевна, Лерикский район) — азербайджанский поэт, писатель, публицист. Глава исполнительной власти Сиазаньского района (с 2019).

## Биография
Родился 2 мая 1954 года в с. Зевна Лерикского района. В 1982 году окончил Бакинский государственный университет. В 1993 году окончил Бакинский институт социального управления и политологии.
С 1971 года работал колхозником колхоза им. С. Вургуна Лерикского района, рабочим, главой пионерского отряда средней школы с. Зувудж.
С 1976 года работал в Лерикском районном отделе культуры. С 1977 года — второй секретарь комитета комсомола Лерикского района.
С 1982 года — инструктор Лерикского районного комитета партии. С 1983 года — первый секретарь комитета комсомола Лерикского района.
С 1985 года — председатель комитета народного контроля Лерикского района. 
С 1987 по 1995 год являлся вторым секретарём Лерикского районного комитета партии, заместителем главы исполнительной власти Лерикского района, ведущим специалистом Министерства прессы и информации Азербайджана, начальником отдела по работе с органами территориального управления исполнительной власти Лерикского района.
Являлся депутатом Совета народных депутатов Лерикского района нескольких созывов.
С 1993 по 1995 год являлся членом Партии гражданской солидарности. Являлся заместителем начальника организационного отдела партии.  
Глава исполнительной власти Лерикского района (19 сентября 1995 — 22 июня 2002)
Глава исполнительной власти Геранбойского района (22 июня 2002 — 28 июня 2007)
Глава исполнительной власти Шабранского района (28 июня 2007 — 5 апреля 2019)
Глава исполнительной власти Сиазаньского района (с 5 апреля 2019)

## Творческая деятельность
Является автором стихов, публицистических произведений. Его повести и рассказы была напечатаны в журналах «Азербайджан», «Звезда», «Гобустан», 525-й газете.
Книги «Путник без выхода», «Абсолютно белый перевал» изданы на турецком, «Отчаянная пятница» — на русском языках.
На его стихи была сочинена музыка.
Является членом Союза писателей Азербайджана, Союза журналистов Азербайджана, Турецкого объединения науки и литературы «İLESAM». 
Печатается под псевдонимом «Новруз Наджаф». 
Лауреат нескольких международных призов. 
Об авторе написана книга «Память родины».

## Произведения
Книги
- «Один зимний день»
- «День, пролагающий дороги»
- «Прошедшая молодость»
- «Сказка второпях»
- «Один я бодрствовал»
- «Сказочный человек»
- «Ночь клонится ко сну»
- «Есть огонь внутри» (сборник стихов)
- «Право на незабвение» (сборник очерков)
- «Путник без выхода»
- «Абсолютно белый перевал»
- «Отчаянная пятница»

Публицистические произведения
- «Мир не стоит на месте»
- «Сингапур — крупный город»
- «Увиденное и услышанное: Япония»

Книги для детей
- «Один на один с Наджафом»
- «Самый крупный человек»
- «Метель»
- «Турал, Хумаи и Ниджат»

## Награды
- Орден «Слава» (2 мая 2014, за плодотворную деятельность на государственной службе)[8]